# Saut dans le vide

Saut dans le vide (Salto al vacío) est un film du réalisateur espagnol Daniel Calparsoro sorti en 1995.

## Synopsis
Alex (Najwa Nimri), une jeune fille d'une vingtaine d'années au crâne rasé, vit dans une banlieue industrielle délaissée. Trafic d'armes et trafic de drogue lui permettent de subvenir aux besoins de toute sa famille. Parfaitement acceptée dans sa bande de copains au quotidien rythmé par la violence, elle est secrètement amoureuse de Javi (Roberto Chalu) qui n'en soupçonne rien.
Préoccupée malgré tout par son devenir, elle tente de préserver en elle un soupçon de féminité et d'idéalisme.

## Fiche technique
- Réalisation : Daniel Calparsoro
- Scénario : Daniel Calparsoro
- Production : Daniel Calparsoro et Fernando Colomo
- Photographie : Kiko de la Rica
- Musique : Divers

## Distribution
- Najwa Nimri : Alex
- Roberto Chalu : Javi
- Alfredo Villa : Esteban
- Saturnino García : Luis
- Karra Elejalde : Juan-Car

## Récompenses
- 1995 : Grand Prix du Festival du Film de Bogota et 1 nomination au Festival du Film de Stockholm.
- 1996 : Prix Jean Carmet à Najwa Nimri et Prix Spécial du jury au Festival Européen Premiers Plans d'Angers.